# Epsilon Pavonis
Epsilon Pavonis (78 Pavonis) é uma estrela na direção da constelação de Pavo. Possui uma ascensão reta de 20h 00m 35.39s e uma declinação de −72° 54′ 36.7″. Sua magnitude aparente é igual a 3.97. Considerando sua distância de 106 anos-luz em relação à Terra, sua magnitude absoluta é igual a −0.03. Pertence à classe espectral A0V.